# Liste der denkmalgeschützten Objekte in Bezau
Die Liste der denkmalgeschützten Objekte in Bezau enthält die 11 denkmalgeschützten, unbeweglichen Objekte der Marktgemeinde Bezau im Bregenzerwald.

## Denkmäler
| Foto |                 | Denkmal                                                                     | Standort                              | Beschreibung | Metadaten |
| ---- | --------------- | --------------------------------------------------------------------------- | ------------------------------------- | --- | --- |
| ja   | Datei hochladen | Kapelle hl. Leonhard HERIS-ID: 14238 Objekt-ID: 10470                       | bei Ellenbogen 186 Standort KG: Bezau | Die schlichte Kapelle mit hohem Satteldach und Dachreiter wurde im Jahr 1760 an Stelle eines Vorgängerbaus neu errichtet und um 1970 restauriert. Die bemerkenswerten Malereien an der kassettierten Decke und der kleine Altar wurden im Rokokostil ausgeführt. | BDA-Hist.: Q37744438 Status: Bescheid Stand der BDA-Liste: 2025-06-30 Name: Kapelle hl. Leonhard GstNr.: .229/3 Leonhardskapelle (Ellenbogen)                  |
| ja   | Datei hochladen | Bauernhof, Heimatmuseum HERIS-ID: 14221 Objekt-ID: 10453                    | Ellenbogen 181 Standort KG: Bezau     | Das Heimatmuseum Bezau befindet sich in einem Bregenzerwälder Bauernhof aus dem 18. Jahrhundert. Der holzverschindelte Blockbau hat zwei Stockwerke und darüber ein Giebelgeschoß. Zugänglich ist er durch den unter einem Schopf an der Traufseite gelegenen Eingang. Innen gibt es unter anderem eine Küche mit offener Feuerstelle, Vorrichtungen für die Sennerei, eine Wohnstube mit Lehmofen und ein Elternschlafzimmer („Gado“). | BDA-Hist.: Q15114294 Status: Bescheid Stand der BDA-Liste: 2025-06-30 Name: Bauernhof, Heimatmuseum GstNr.: .234                                               |
| ja   | Datei hochladen | Haus Mitanand, ehem. Bauernhof (Anlage) HERIS-ID: 14239 Objekt-ID: 10471    | Ellenbogen 183 Standort KG: Bezau     | Bei der 2017 abgeschlossenen Sanierung diese Wälderhauses wurden in Zusammenarbeit mit dem Bundesdenkmalamt „originale Türen, Stubentäfer und Parkettböden ausgebaut, restauriert und sorgfältig wieder an ihren Platz gefügt“. | BDA-Hist.: Q37744511 Status: Bescheid Stand der BDA-Liste: 2025-06-30 Name: Haus Mitanand, ehem. Bauernhof (Anlage) GstNr.: .405 Haus Mitanand, Ellenbogen 183 |
| ja   | Datei hochladen | Bauernhof (Anlage) HERIS-ID: 14229 Objekt-ID: 10461                         | Kriechere 68 Standort KG: Bezau       | Der mehrgeschoßige Einhof zeigt an der Traufseite Konsolen- und Bogenfriese. Außerdem verfügt er über geformte Steher und Schopfständerwerk mit Zierschnitt. | BDA-Hist.: Q37743755 Status: Bescheid Stand der BDA-Liste: 2025-06-30 Name: Bauernhof (Anlage) GstNr.: .173                                                    |
| ja   | Datei hochladen | Kapelle hl. Sebastian HERIS-ID: 14236 Objekt-ID: 10468                      | Obere 152 Standort KG: Bezau          | Die Kapelle zum heiligen Sebastian wurde im Jahr 1913 an Stelle eines abgebrochenen Vorgängerbaus errichtet. | BDA-Hist.: Q37744243 Status: § 2a Stand der BDA-Liste: 2025-06-30 Name: Kapelle hl. Sebastian GstNr.: .125/2 Kapelle Hl. Sebastian, (Bezau)                    |
| ja   | Datei hochladen | Franziskanerkirche (ehem. Kapuzinerkirche) HERIS-ID: 14235 Objekt-ID: 10467 | Platz 38 Standort KG: Bezau           | Das Kapuzinerkloster Bezau wurde zwischen 1904 und 1907 neu errichtet. Die alte Kirche aus dem 17. Jahrhundert wurde als Lourdeskapelle in die neue Klosterkirche einbezogen. 1977 wurde das Kloster von polnischen Franziskanern übernommen, nachdem es die Kapuziner 1975 aufgegeben hatten. | BDA-Hist.: Q1728801 Status: § 2a Stand der BDA-Liste: 2025-06-30 Name: Franziskanerkirche (ehem. Kapuzinerkirche) GstNr.: .193 Kapuzinerkloster Bezau          |
| ja   | Datei hochladen | Ehem. Gasthof Krone HERIS-ID: 14224 Objekt-ID: 10456seit 2015               | Platz 42 Standort KG: Bezau           | Der ehemalige Gasthof ist ein langrechteckiger dreigeschoßiger Bau mit traufseitiger Holztreppe. | BDA-Hist.: Q37743520 Status: Bescheid Stand der BDA-Liste: 2025-06-30 Name: Ehem. Gasthof Krone GstNr.: .189/1 Platz 42 (Bezau)                                |
| ja   | Datei hochladen | Pfarrhof HERIS-ID: 14225 Objekt-ID: 10457                                   | Platz 46 Standort KG: Bezau           | Der kubusartige Pfarrhof mit zweiarmiger Freitreppe, schmiedeeisernem Geländer und einer Stuckdecke aus der Bauzeit wurde im 18. Jahrhundert errichtet. | BDA-Hist.: Q63986222 Status: § 2a Stand der BDA-Liste: 2025-06-30 Name: Pfarrhof GstNr.: .184 Pfarrhof Bezau                                                   |
| ja   | Datei hochladen | Kath. Pfarrkirche hl. Jodok HERIS-ID: 14234 Objekt-ID: 10466                | Platz 46a Standort KG: Bezau          | Die gotische Kirche aus dem Jahr 1494 wurde 1907–1908 mit einer späthistoristischen Fassade neu errichtet. Der untere Teil des Kirchturms stammt vermutlich noch aus dem 15. Jahrhundert. | BDA-Hist.: Q1691297 Status: § 2a Stand der BDA-Liste: 2025-06-30 Name: Kath. Pfarrkirche hl. Jodok GstNr.: .31 Jodokkirche (Bezau)                             |
| ja   | Datei hochladen | Alter Turm (ehem. Gefängnis), Wohnhaus HERIS-ID: 14228 Objekt-ID: 10460     | Bezegg 61 Standort KG: Bezau          | Das ehemalige Gefängnis ist ein dreigeschoßiger, in Stein gemauerter Bau. Das Portal ist mit 1807 bezeichnet. | BDA-Hist.: Q37743627 Status: Bescheid Stand der BDA-Liste: 2025-06-30 Name: Alter Turm (ehem. Gefängnis), Wohnhaus GstNr.: .48 Alter Turm, Bezau               |
| ja   | Datei hochladen | Kapelle Hl. Dreifaltigkeit HERIS-ID: 21493 Objekt-ID: 17813                 | Vorsäß Schönenbach Standort KG: Bezau | Die am Chorbogen mit 1697 bezeichnete Dreifaltigkeitskapelle ist ein Rechteckbau mit 5⁄8-Chor, über dem sich ein Dachreiter mit Spitzhelm erhebt. | BDA-Hist.: Q15109872 Status: Bescheid Stand der BDA-Liste: 2025-06-30 Name: Kapelle Hl. Dreifaltigkeit GstNr.: .322/3 Dreifaltigkeitskapelle Schönenbach       |